# Podgórze (Łódź)
Podgórze – zwyczajowo wyodrębniane, obecnie nieposiadające ugruntowania prawnego, osiedle we wschodniej części Łodzi na Widzewie. Przez lata w XX wieku wśród mieszkańców ukształtowała się niemiecko brzmiąca nazwa Grembach, nadana jeszcze przez niemieckich kolonistów, którzy zamieszkiwali do końca II wojny światowej w tej okolicy. Być może ci koloniści przybyli bezpośrednio z niemieckiej miejscowości o nazwie Grömbach lub poprzez dzisiejszą Łaznowską Wolę, przed II wojną - Grömbach. Jednak niemal wszystkie mapy z początku XXI wieku określają tereny tego osiedla już tylko polską nazwą. Zgodnie z oficjalnym podziałem administracyjnym Podgórze stanowi część osiedla administracyjnego Stoki-Sikawa-Podgórze. Natomiast inny podział miasta (stworzony w 2005 specjalnie dla potrzeb Systemu Informacji Miejskiej) zalicza Podgórze do obszaru SIM Niciarniana.

## Historia
Część terenów wchodzących dziś w skład osiedla rozpoczęła być zagospodarowywana w na początku XIX wieku, podczas gdy, podobnie jak do Łodzi, przybyli tutaj niemieccy osadnicy. Jednak początek poważnego rozwoju tego obszaru datować należy niemal wiek później. U schyłku XIX wieku, w centralnej części osiedla, z inicjatywy fabrykanta Juliusza Kunitzera, powstała pierwsza na ziemiach polskich fabryka nici (dziś nosząca nazwę „Ariadna”). Przy niej zbudowano, posiadające niezwykle słabe warunki sanitarne, mieszkania dla robotników. Przy osiedlu powstała też stacja kolejowa Łódź Niciarniana, na którą przyjeżdżali zamieszkujący pod Łodzią robotnicy pracujący w fabryce. Dla potrzeb fabryki stworzono też nieistniejącą już towarową bocznicę kolejową.

## Ciągi komunikacyjne
Głównymi osiami komunikacyjnymi osiedla są ulice: Czechosłowacka, Edwarda, Mazowiecka, Niciarniana i Nowogrodzka oraz we fragmencie ul. Widzewska. Zarówno z północnej, jak i z południowej strony, osiedle otoczone jest liniami kolejowymi (na północy: Linia kolejowa nr 16 relacji Łódź Widzew-Zgierz, na południu: Linia kolejowa nr 17 relacji Łódź Fabryczna-Koluszki).

## Instytucje użyteczności publicznej
W północno-zachodniej części obszaru osiedla (między ul. Czechosłowacką i Mazowiecką) znaczne tereny zajmuje Centralny Szpital Kliniczny Uniwersytetu Medycznego w Łodzi. Na obszarze osiedla (przy rogu ulic Mazowieckiej i Nowogrodzkiej) znajduje się także, istniejące od roku 1999 i będące spadkobiercą tradycji Szkoły Podstawowej nr 66 w Łodzi, Publiczne Gimnazjum nr 30 w Łodzi im. Adama Mickiewicza. Przy ul. Niciarnianej 2a, w sąsiedztwie Centrum Kliniczno-Dydaktycznego, ma swoją siedzibę Zespół Szkół Specjalnych nr 4.